# Боббі Дарін
Боббі Дарін (Bobby Darin, справжнє ім'я Волден Роберт Кассотто, 14 травня 1936, Нью-Йорк, США — 20 грудня 1973, Лос-Анджелес, США) — американський співак, автор пісень, актор, представник Italian American Golden Era, «Золотої ери» американських музикантів італійського походження, таких як Френк Сінатра, Перрі Комо, Ден Мартін, Конні Френсіс та інших. Працював у жанрах джаз, блюз, кантрі та інших. Лауреат премії Ґреммі, входить до Зали слави рок-н-ролу.

## Біографія
Народився у небагатій родині в Східному Гарлемі, передмісті Нью-Йорку. Саверіо Антоніо Кассотто, якого Роберт вважав своїм батьком, був членом мафії, підручним Франка Костелло і помер в ув'язненні незадовго до народження майбутньої зірки. В дитинстві хлопчик захворів на ревматичну лихоманку і, згідно з прогнозами лікарів, мав померти у молодому віці. Дізнавшись про це, маленький Боббі вирішив не гаяти часу і втілити в життя свої мрії — стати співаком, автором пісень, актором.
Після закінчення престижної Наукової школи Бронкса вчився в Хантер-коледжі в Нью-Йорку. Під час навчання грав на барабанах у шкільній групі, вивчав театральне мистецтво, в юному віці почав створювати пісні. У 1955 році почалась його співпраця як автора пісень зі співаком Доном Кіршнером.
У 1956 році, у віці 20 років, підписав контракт з фірмою Decca Records, змінивши прізвище на Дарін, яке він взяв з телефонної книги.
У 1957 році уклав контракт з лейблом Atco.
У 1958 році Дарін написав і виконав пісню «Splish Splash». За три тижні було продано 100 тис. копій, після чого Боббі став кумиром підлітків.
У 1959 році він створює ще один хіт «Dream Lover». Виконавши знамениту «Mack The Knife», яка вийшла у серпні 1959 року, співак стає визнаною зіркою сцени. Цей запис був проданий тиражем у 2 мільйони копій. На церемонії «Греммі» 1959 року трек отримав звання  «Найкращий запис», а Боббі Дарін став лауреатом номінації «Найкращий новий виконавець».Також у цьому році він записує пісню «Beyond the Sea», яка стає однією з його візитівок.

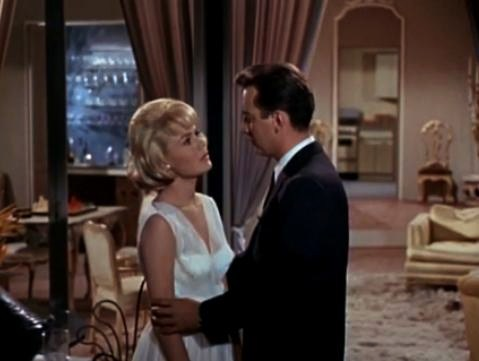
Сандра Ді та Боббі Дарін у фільмі Це смішне відчуття (1965)

У 1961 році знявся в кінофільмі «Come September» разом з Роком Гадсоном та Джиною Лолобриджидою. Ця роль принесла йому успіх, як актору. Крім того, під час зйомок Дарін познайомився з актрисою Сандрою Ді, яка мала українське коріння, і одружився з нею. Усього він брав участь у зйомках 26 фільмів і був лауреатом премії «Золотий глобус».
У 1967 році Боббі Дарін розлучається з Сандрою Ді.
У 1968 році співак дізнається про драматичну історію свого народження — Поллі Кассотто, яку він вважав своєю матір'ю, виявилася його бабусею, а сестра Ніна Кассотто — біологічною матір'ю. Ця історія, а також смерть Роберта Кеннеді, якого він підтримував, настільки болісно вплинули на співака, що він покидає сцену та оселяється у трейлері на берегу озера, веде самітницький спосіб життя, а після повернення на сцену змінює власний стиль. Однак публіка не сприймає новий імідж Даріна, тому він вимушений повернутися до звичного образу. Його популярність знов починає набирати обертів, але в цей час нагадують про себе проблеми з серцем.
20 грудня 1973 року після невдалої операції на серці, Боббі Дарін помирає у віці 37 років.

## Пам'ять
У 1994 році вийшла книга "Dream Lovers", яку написав син співака.
У 2004 році актор і режисер Кевін Спейсі зняв фільм «Beyond the Sea», сюжет якого побудовано на біографії співака. Також Спейсі зіграв у стрічці роль самого Даріна.
У 2016 році Lyric Theatre, Сідней, Австралія, поставив мюзикл «Dream Lover», присвячений Боббі Даріну. Режисер Саймон Філліпс, хореограф Ендрю Холсворт, Девід Кемпбелл у ролі Боббі.

## Особисте життя

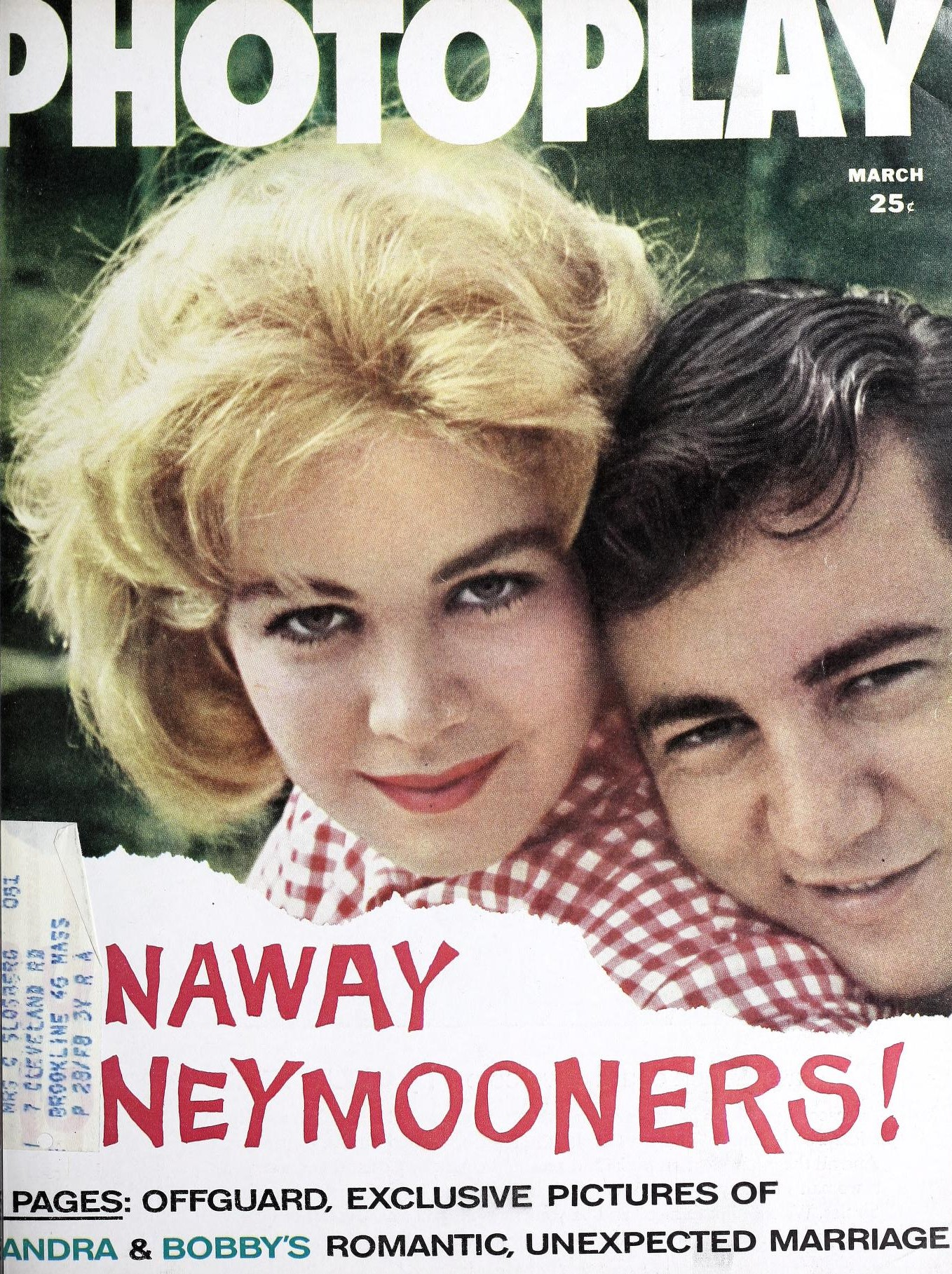
Sandra Dee & Bobby Darin, Photoplay March 1961

Перший шлюб з актрисою Сандрою Ді (1962-1967)
- син Додд Мітчел Кассотто

Другий шлюб з секретаркою Андреа Йігер (червень — жовтень 1973).

## Дискографія[12]
- Bobby Darin (1958)
- That's All (1959)
- This Is Darin (1960)
- For Teenagers Only (1960)
- The 25th Day of December (1960)
- Two of a Kind (1961)
- Love Swings (1961)
- Twist with Bobby Darin (1961)
- Bobby Darin Sings Ray Charles (1962)
- Things and Other Things (1962)
- Oh! Look at Me Now (1962)
- You're the Reason I'm Living (1963)
- It's You or No One (1963)
- 18 Yellow Roses (1963)
- Earthy! (1963)
- Golden Folk Hits (1963)
- Winners (1964)
- From Hello Dolly to Goodbye Charlie (1964)
- 1972Venice Blue (1965)

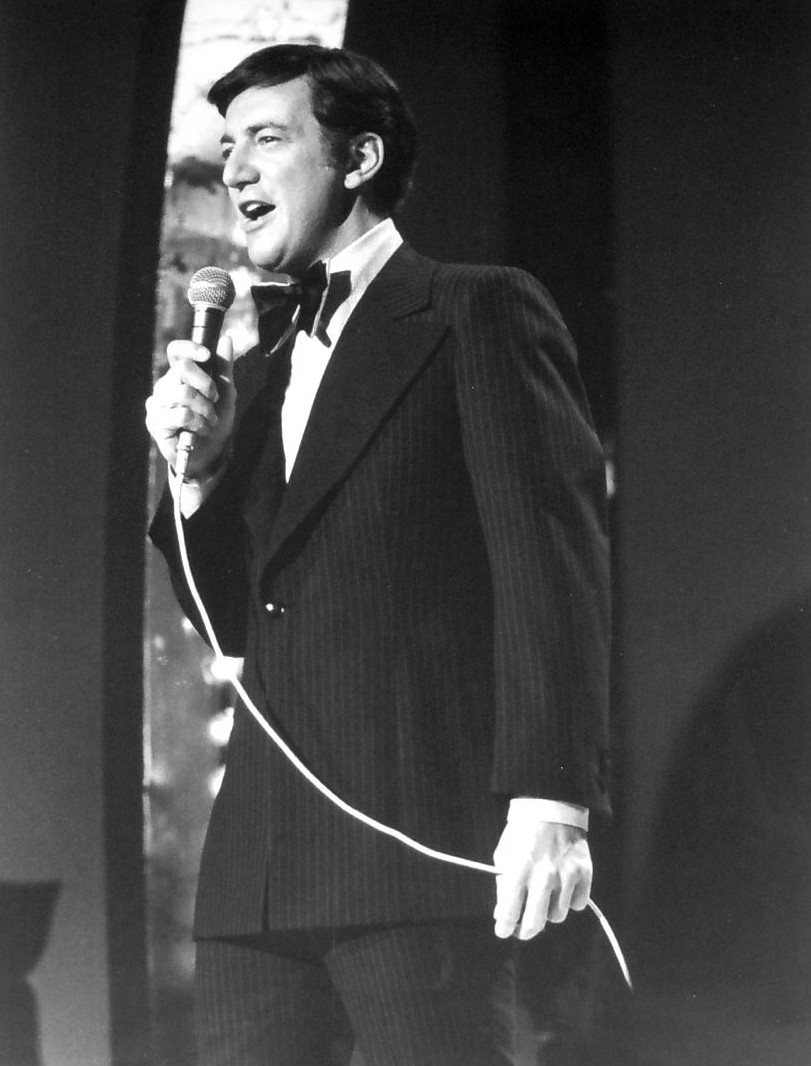
1972

- Bobby Darin Sings The Shadow of Your Smile (1966)
- In a Broadway Bag (Mame) (1966)
- If I Were a Carpenter (1966)
- Inside Out (1967)
- Bobby Darin Sings Doctor Dolittle (1967)
- Bobby Darin Born Walden Robert Cassotto (1968)
- Commitment (1969)
- Bobby Darin (1972)

## Фільмографія
- Пепе (1960)
- Прийде вересень (1961)
- Занадто пізній блюз (1961)
- Державний ярмарок (1962)
- Пекло для героїв (1962)
- Якщо чоловік відповідає (1962)
- Точка тиску (1962)
- Капітан Ньюман, доктор медичних наук (1963)
- Це смішне відчуття (1965)
- Перестрілка в Ейбіліні (1967)
- Чужак в домі (1967)
- Щасливий кінець (1969)
- З Днем матері, коханий Джордж (1973)
- 3 Епізоди Вулиця Сезам (голос, співак "Splish Splash")